# NGC 2195
NGC 2195 este o galaxie situată în constelația Orion. A fost descoperită în 1886 de către .